# Avilés (parroquia)
Avilés es además de un concejo, una parroquia del propio concejo homónimo, en el Principado de Asturias, España. Tiene una población de 70 694 habitantes (INE 2023), repartidos en unas 34 244  viviendas (INE, 2001). Su superficie es de 8,78 km², dando lugar a una de las densidades más altas de todo el Principado, 8052 hab/km². La parroquia comprende, únicamente, la entidad singular de población de la villa de Avilés.
Está compuesta por los siguientes barrios:
- La Maruca / Jardín de Cantos / El Nodo
- El Quirinal / Valgranda
- Buenavista / La Carriona / El Alfaraz
- Llaranes / Bustiello / Garajes
- San Cristóbal / Heros / Miranda
- La Villa / Sabugo / Las Meanas / El Carbayedo
- Versalles / La Texera / Puerta de la Villa
- La Luz / Villalegre / El Pozón
- Valliniello